# Caverne des trésors

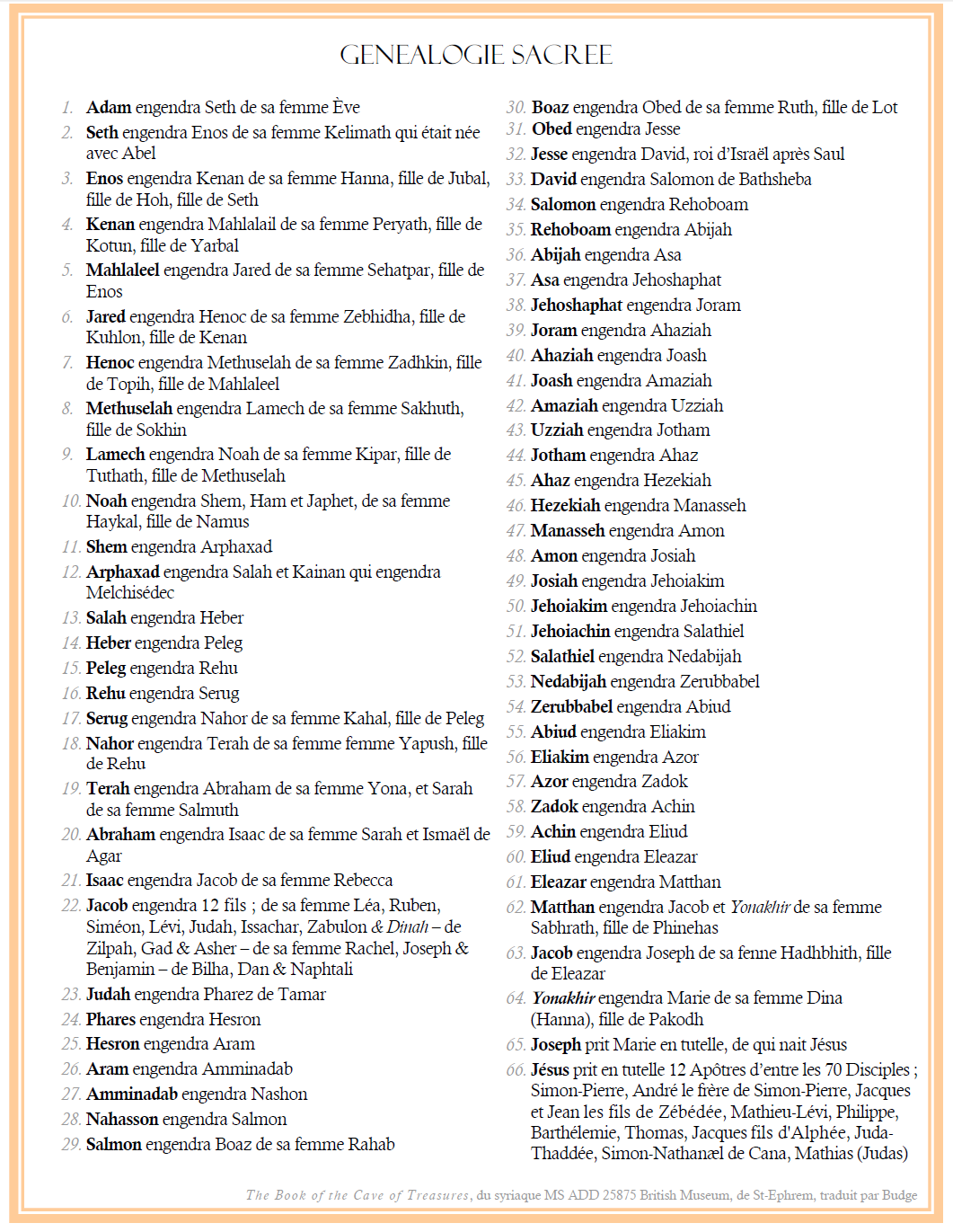
Généalogie sacrée, cf. Livre de la Caverne des trésors (du syriaque, Mss ADD 25875, British Museum) de st. Ephrem, trad. W. Budge

Le Livre de la Caverne des trésors (en syriaque Kthāvā d-m'arrath gazzé), dont le titre original est Livre de l'ordre de succession des générations, est un écrit en langue syriaque de l'Antiquité tardive, attribué par plusieurs traditions manuscrites à Éphrem de Nisibe. 
La philologie moderne date l'ouvrage, du moins dans sa version définitive, du Ve ou du VIe siècle, l'auteur ou rédacteur final, un Mésopotamien, appartenant bien à l'école exégétique d'Éphrem. 

## Contenu
La visée de l'ouvrage est de rétablir les vraies généalogies des patriarches bibliques et des rois d'Israël et de Juda, et de montrer comment Jésus-Christ descend d'Adam ; il se présente donc comme un sommaire de l'histoire sainte judéo-chrétienne depuis la Création du monde jusqu'à la Pentecôte, en y introduisant des éléments légendaires absents des écrits canoniques de la Bible.
L'ouvrage a connu une très large diffusion parmi les peuples du Proche-Orient. Il en existe principalement deux recensions en syriaque (occidentale, liée à l'Église jacobite, et orientale, liée à l'Église nestorienne), et d'autre part des versions parfois un peu différentes en d'autres langues : géorgien, copte, arabe (langue dans laquelle il y en eut plusieurs traductions à partir du VIIe siècle, y compris plus récemment en garshouni), éthiopien. 
Dans ces diverses langues, les versions sont parfois connues par des parties du texte incorporées dans d'autres œuvres. L'objet de l'ouvrage intéressait à la fois les chrétiens et les musulmans (les Arabes disant descendre d'Abraham) : selon l'auteur, les généalogies anciennes depuis Adam auraient disparu au moment de l'incendie de Jérusalem par l'armée de Nabuchodonosor (587 av. J.-C.), et les Juifs les auraient ensuite reconstituées faussement. Les Nubiens et les Éthiopiens également, qui se donnaient des origines bibliques, accordaient une grande importance à l'ouvrage.
L'organisation du texte repose sur la conception selon laquelle l'histoire du monde est une semaine de millénaires, et que 5 500 ans se sont écoulés entre l'époque d'Adam et celle de Jésus-Christ. En conséquence, il se divise en cinq parties représentant un millénaire et une sixième représentant cinq cents ans :
- 1er millénaire : de la création du monde jusqu'au moment où les descendants de Seth descendirent de la montagne où ils vivaient et se mêlèrent aux descendants de Caïn ;
- 2e millénaire : de l'invention de la musique par les descendants de Caïn au Déluge ;
- 3e millénaire : du Déluge au règne de Nemrod ;
- 4e millénaire : de la fondation des premiers royaumes jusqu'à l'époque d'Éhud ;
- 5e millénaire : de l'époque d'Éhud à celle de Cyrus le Grand ;
- 6e période : le demi-millénaire qui sépare l'époque de Cyrus le Grand de celle de Jésus-Christ.

Au matériau proprement biblique, la Caverne des trésors mêle de nombreuses légendes et traditions d'origine hébraïque ou mésopotamienne, qui se retrouvent dans les divers Apocryphes bibliques. Elle réinterprète également les anciens récits hébraïques à la lumière de l'eschatologie chrétienne.

## Titre
Le titre usuel de l'ouvrage renvoie au lieu où Adam et Ève se seraient établis après leur expulsion du jardin d'Éden : « Comme Adam et Ève étaient vierges, et qu'Adam cherchait à connaître Ève, il prit, à la bordure du paradis, de l'or, de la myrrhe et de l'encens, et il les déposa dans la Caverne des trésors. Il la bénit et la consacra pour qu'elle soit une maison de prière pour lui-même et ses fils, et il l'appela Caverne des trésors » (5, 17). Ces trois matières précieuses emportées par Adam du paradis et conservées dans la caverne seront ensuite les offrandes des Rois mages à l'enfant Jésus (46, 9). D'après les versions géorgienne, arabe, éthiopienne (mais non les recensions syriaques), cette caverne est aussi le lieu où Seth dépose le Testament d'Adam et le Livre de Seth consulté par les Mages pour connaître la venue du Messie. Elle sert également de tombeau à Adam et aux patriarches jusqu'au Déluge, mais alors Noé transporte la dépouille d'Adam et l'or, la myrrhe et l'encens sur son arche. Après la mort de Noé, Sem et Melchisédech, conduits par un ange, déposent ces reliques sous le Golgotha, qui est le milieu de la terre, et ainsi Adam recevra un baptême posthume du sang et de l'eau coulant des plaies de Jésus-Christ crucifié, obtenant par là la rémission de son péché. En tout cas, après Sem, il n'est plus question de la caverne dans le texte.
Dans la littérature syriaque postérieure, la Caverne des trésors a notamment servi de source à l'Apocalypse du pseudo-Méthode, à la Chronique du Pseudo-Denys de Tell-Mahré, à la Chronique de 1234, au Livre de l'abeille (une compilation de légendes liées à la Bible, composée par Salomon de Kalat, métropolite nestorien de Bassorah vers 1222).

## Édition
- Andreas Su-Min Ri (éd.), La Caverne des trésors. Les deux recensions syriaques, CSCO 486/487 (Script. Syri 207/208), Louvain, 1987.
- Ciala Kourcikidzé (éd.), La Caverne des trésors. Version géorgienne, CSCO 526 (Script. Iberici 23),  Louvain, 1993 ; Jean-Pierre Mahé (trad. française), CSCO 527 (Script. Iberici 24), Louvain, 1992.